# Orgaz
Orgaz es un municipio y localidad española de la provincia de Toledo, en la comunidad autónoma de Castilla-La Mancha. El término municipal tiene una población de 2595 habitantes (INE 2024) e incluye la pedanía de Arisgotas.

## Toponimia
Sobre el término Orgaz existen diversas etimologías sin que exista alguna con plenas garantías. Para Jiménez de Gregorio, uno de los significados podría ser el de 'fértil', 'abundante', a partir de la base céltica olca-, 'campo fecundo'. Por su parte Albaigés, afirma que Orgaz tiene origen vasco, siendo una variante de orbaiz, ormaitz o urbiz, 'madroñal'. Otras hipótesis indican raíces prerromanas, orc- o urc-, o incluso celtas worg-, a las que se habría añadido el final -az de procedencia vasca. En algunos documentos medievales aparece citado como Orgas.

## Geografía
El municipio se encuentra situado «en una cañada al pie de la sierra de Yébenes», extendiéndose de este a oeste desde La Mancha a La Jara y desde el norte de la comarca de Los Montes de Toledo. Pertenece a la comarca de la Sisla y linda con los términos municipales de Chueca y Villaminaya al norte, Mascaraque, Mora y Manzaneque al este, Los Yébenes y Marjaliza al sur, y Mazarambroz, Sonseca y Ajofrín al oeste, todos de Toledo.

### Clima
Predominan inviernos y veranos largos y rigurosos, propios de los climas continentales. Al igual que ocurre en toda la provincia, Orgaz se caracteriza por la sequedad de la atmósfera durante dos tercios del año, registrándose la mayor humedad relativa entre los meses de noviembre a febrero.

## Historia
Esta villa pudo ser la antigua Barnices mencionada por Ptolomeo en la Carpetania. Perteneció al condado de Orgaz, cuyo título se dice que lo obtuvo El Cid al desposarse en Burgos con Jimena. Aparece por primera vez en un escrito de 1183 el puerto de Orgaz, «de portugue de Orgaz», en un acuerdo entre el arzobispo de Toledo, Gonzalo Pétrez, y el maestre de la orden de Calatrava, Nuño Pérez de Quiñones. En tiempos de Fernando III pertenecía a la jurisdicción de Toledo. 
En 1239, aunque algunas fuentes señalan que ocurrió en 1240, falleció en la localidad de Orgaz Álvaro Pérez de Castro el Castellano, cuando se dirigía hacia Andalucía, después de haber conferenciado en el municipio segoviano de Ayllón con Fernando III el Santo. Álvaro Pérez de Castro fue señor de la Casa de Castro, hijo de Pedro Fernández de Castro el Castellano y bisnieto de Alfonso VII el Emperador, rey de León. Derrotó al emir Ibn Hud en la batalla de Jerez, librada en 1231, y se distinguió en la conquista de la ciudad de Córdoba, que capituló ante las tropas de Fernando III el Santo en 1236. 

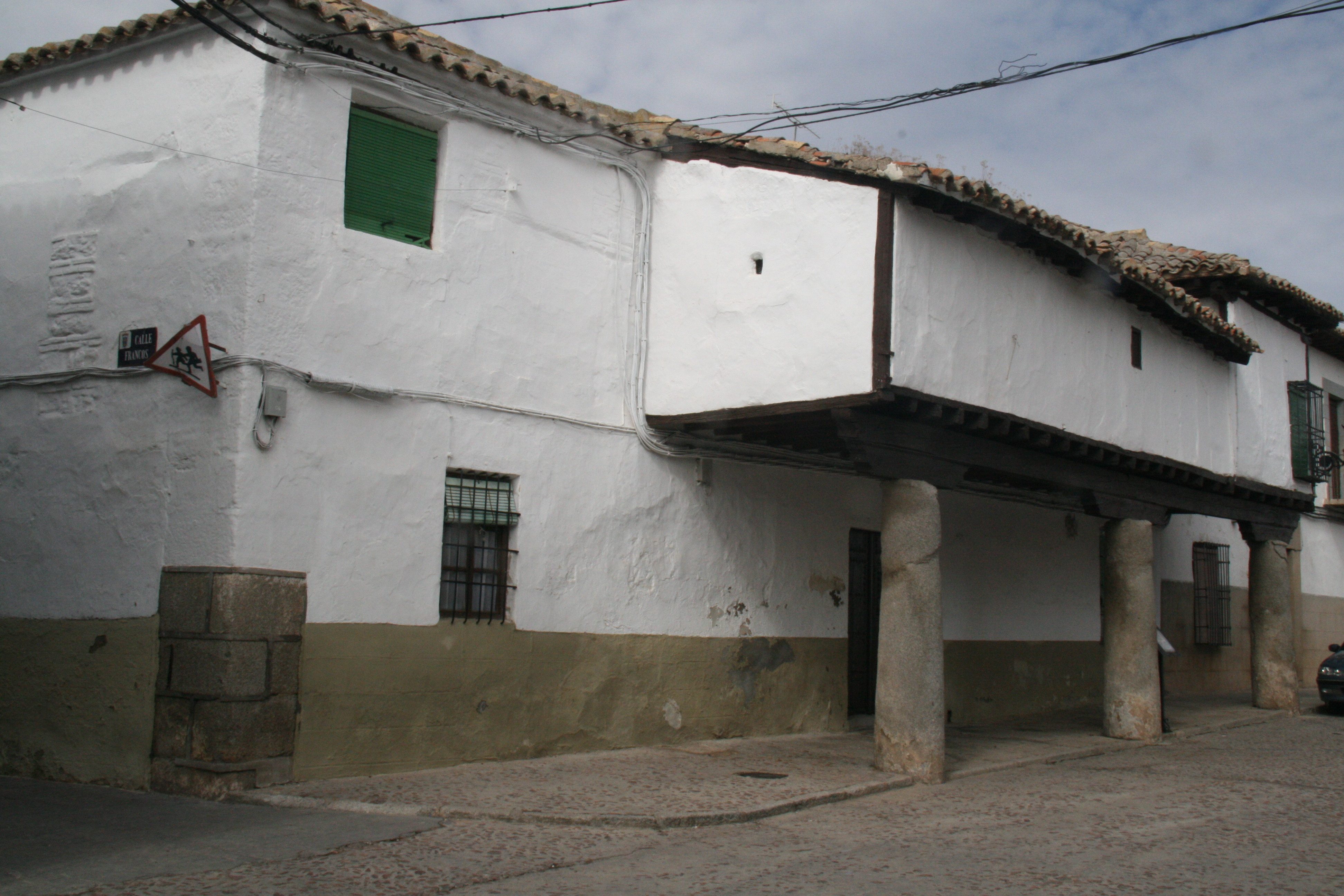
Hospital de San Lorenzo en Orgaz

En 1344 Pedro I el Cruel la cedió a su ayo Martín Fernández y mucho más tarde, Carlos V, ya con título de condado, la donó a Álvaro Pérez de Guzmán. En su término municipal estuvo acampado el ejército de Enrique de Trastámara, hermanastro de Pedro I el Cruel, antes de la batalla de Montiel. La tierra donde el infante puso su tienda de campaña recibió el título de haza sin diezmos por su deseo de que quedase exenta de este impuesto.
El 26 de marzo de 1813, durante la Guerra de la Independencia,  se dio cerca del municipio la Acción de Orgaz, donde dos compañías de Voluntarios de Cataluña y un escuadrón de caballería de Cazadores de Ubrique, fue acometida por una nutrida caballería francesa. A mediados del siglo XIX tenía 406 casas y el presupuesto municipal ascendía a 32 542 reales de los cuales 4400 eran para pagar al secretario.
Hacia finales de la segunda década del siglo XX el municipio tenía contabilizada una población de 3134 habitantes.

## Demografía
Cuenta con una población de 2595 habitantes (INE 2024).
| Gráfica de evolución demográfica de Orgaz entre 1842 y 2021 |
| |
| Población de derecho según los censos de población del INE Población de hecho según los censos de población del INEEn estos censos se denominaba Orgaz con Arisgotas: 1860, 1877, 1887, 1897, 1900, 1910, 1920, 1930, 1940, 1950 y 1960 Entre el censo de 1857 y el anterior, crece el término del municipio porque incorpora a 455001 (Arisgotas) |

## Economía
Históricamente ha sido una población fundamentalmente agrícola. Durante el siglo XIX se producía «trigo cebada, algarroba, avenas, guijas, garbanzos, aceite y vino», manteniéndose así mismo ganado lanar, cabrío y bestias de labor. En cuanto a la industria y el comercio se encontraban dos fábricas de paños, once de aguardiente, seis de salitre, dos de curtidos, tres molinos de aceite y dos de harina.
En la actualidad el sector predominante es el de servicios con un 47,0 % del total de empresas que operan en el municipio, seguido por los de la industria con un 22,0 %, la construcción con un 16,0 % y finalmente la agricultura con un 15,0 %.

## Comunicaciones
- Desde Madrid hasta Toledo hay que circular por la A-42
- Para llegar desde Toledo y Ciudad Real circularemos por la N-401
- Para llegar desde Arisgotas circularemos por la TO-7003
- Para llegar desde Mora circularemos por la CM-410
- Para llegar desde Villaminaya circularemos por la TO-2123-V

## Administración
| Periodo   | Nombre                                                                    | Partido   |
| --------- | ------------------------------------------------------------------------- | --------- |
| 1979-1983 | Enrique Cano Torres                                                       | UCD       |

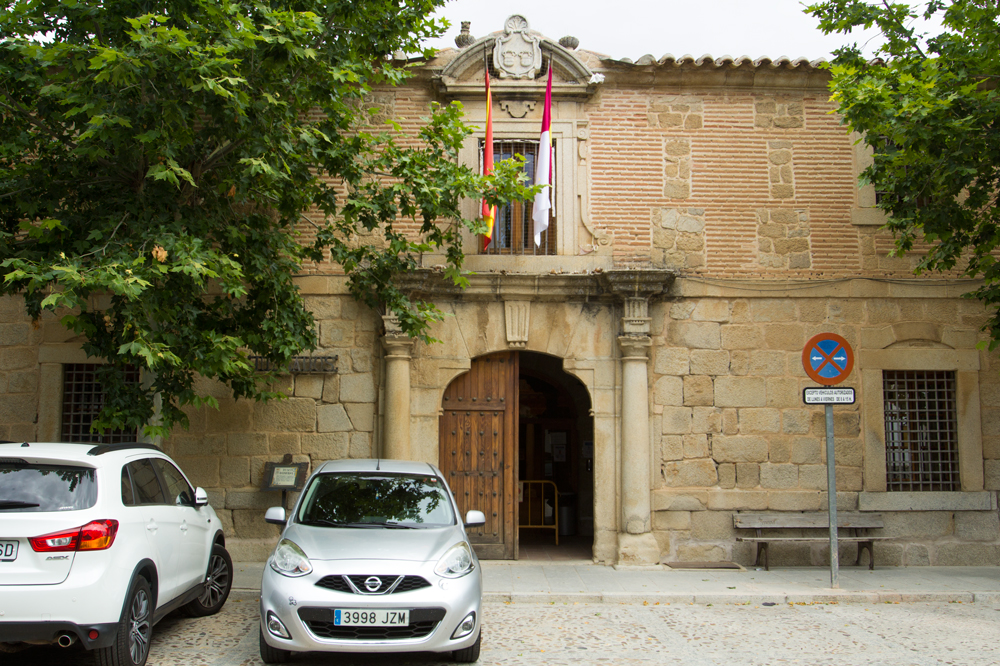
Pósito municipal de Orgaz

| 1983-1987 | Manuel Romero-Salazar García-Aranda                                       | AP/PDP/UL |
| 1987-1991 | Manuel Romero-Salazar García-Aranda (16/01/1989) Emiliano Peces Carbonell | PP        |
| 1991-1995 | Lucas Sánchez Calvo                                                       | PSOE      |
| 1995-1999 | Manuel Romero-Salazar García-Aranda                                       | PP        |
| 1999-2003 | Lucas Sánchez Calvo                                                       | PSOE      |
| 2003-2007 | Lucas Sánchez Calvo                                                       | PSOE      |
| 2007-2011 | Tomás Villarrubia Lázaro                                                  | PSOE      |
| 2011-2015 | Tomás Villarrubia Lázaro                                                  | PSOE      |
| 2015-2019 | Tomás Villarrubia Lázaro                                                  | PSOE      |
| 2019-2023 | Tomás Villarrubia Lázaro                                                  | PSOE      |
| 2023-act. | Tomás Villarrubia Lázaro                                                  | PSOE      |

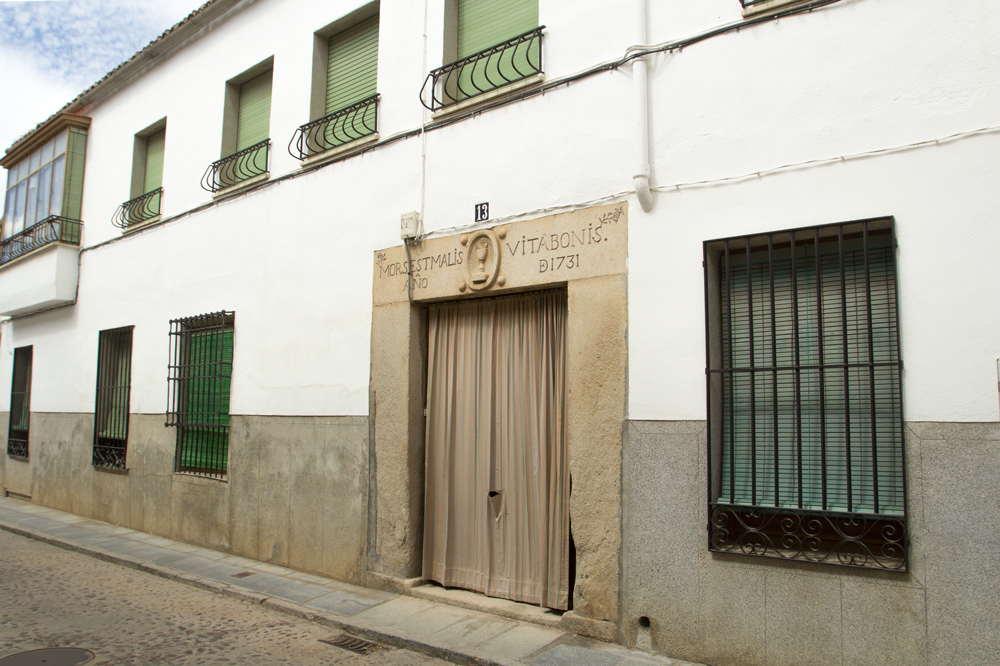
Casa de la calle Real 13

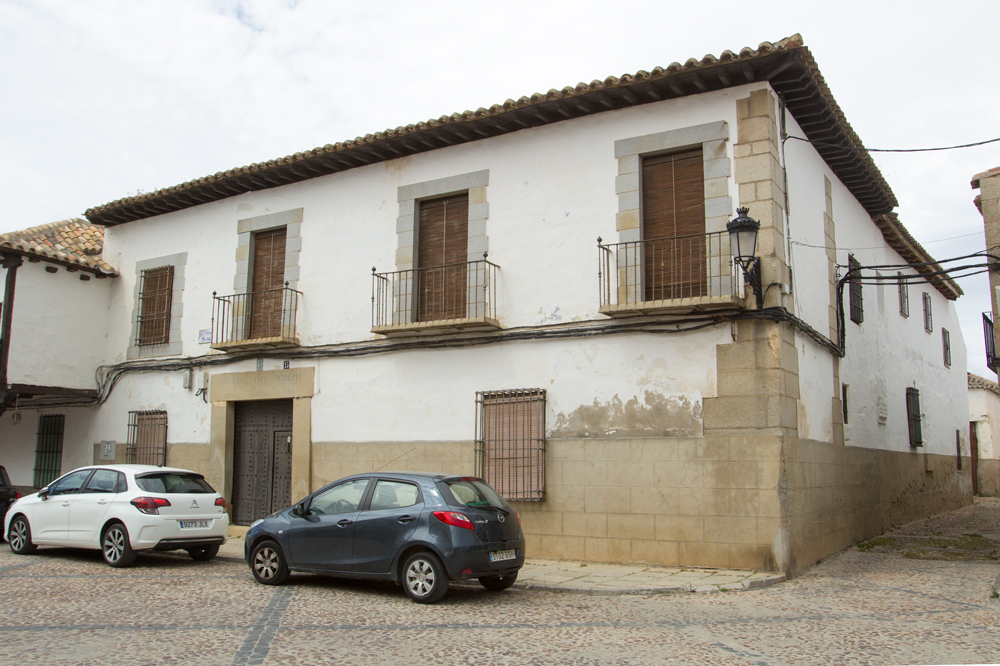
Casa de Ioseph

El gobierno municipal se articula a través de un ayuntamiento formado por once concejales. Tras las elecciones locales de 2011, la corporación quedó compuesto por seis concejales del PSOE y por cinco del PP.
Las elecciones municipales del 24 de mayo de 2015 dieron como resultado un ayuntamiento constituido por siete concejales del PSOE y cuatro del PP, siendo este reparto de concejales inédito en el consistorio de Orgaz. El 13 de junio de 2015 a las 13:00h se celebró en el Castillo de Orgaz, el acto de constitución del 10° Ayuntamiento tras la vuelta a la democracia. En dicho acto fue investido como alcalde D. Tomás Villarrubia Lázaro con los 7 votos de los concejales del PSOE y sin el apoyo de tres de los cuatro concejales del PP pues un cuarto no tomó posesión de su cargo.
Las elecciones municipales del 26 de mayo de 2019 dieron como resultado un ayuntamiento constituido por siete concejales del PSOE y cuatro del PP.

## Patrimonio

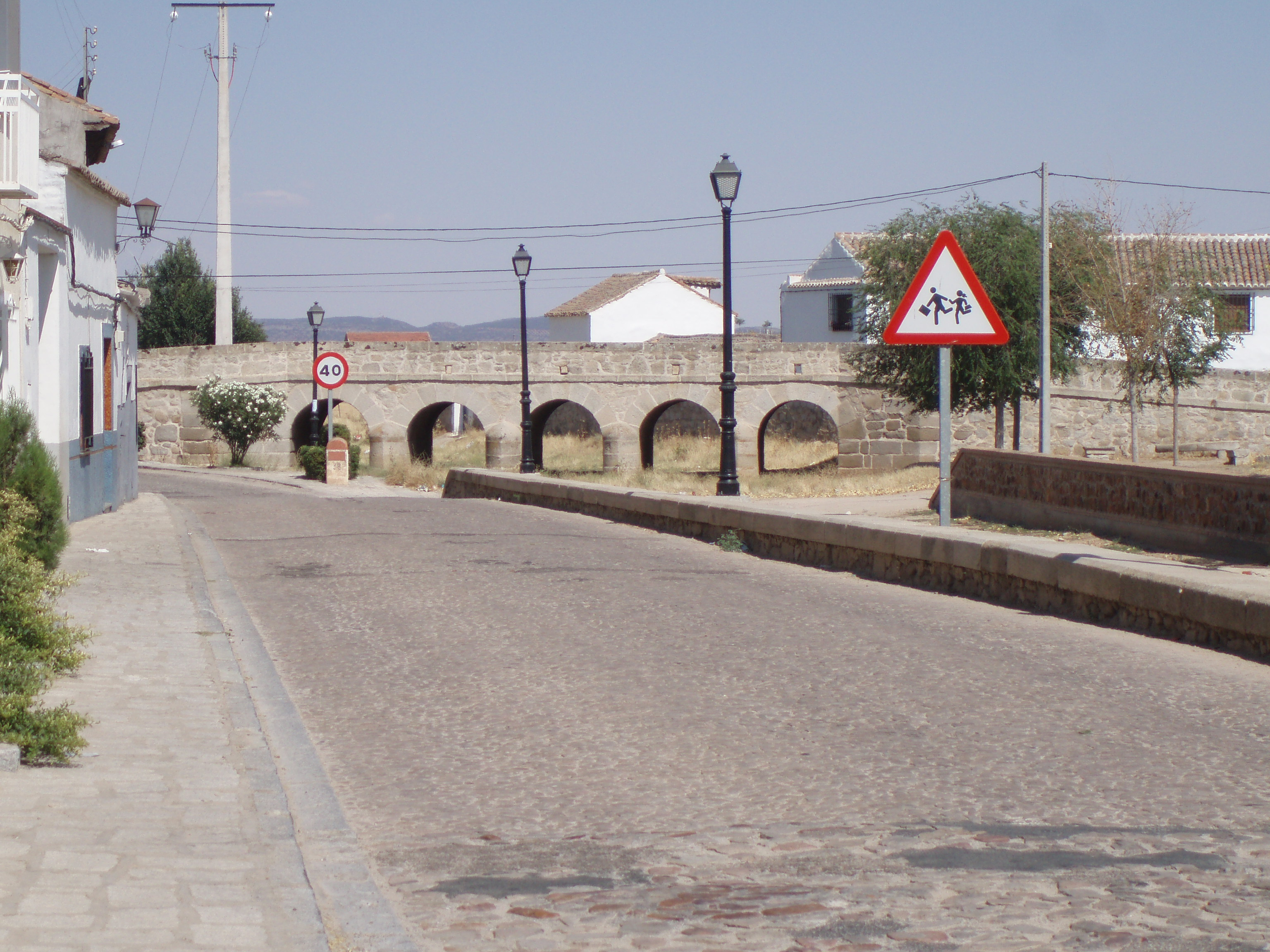
Puente de los Cinco Ojos

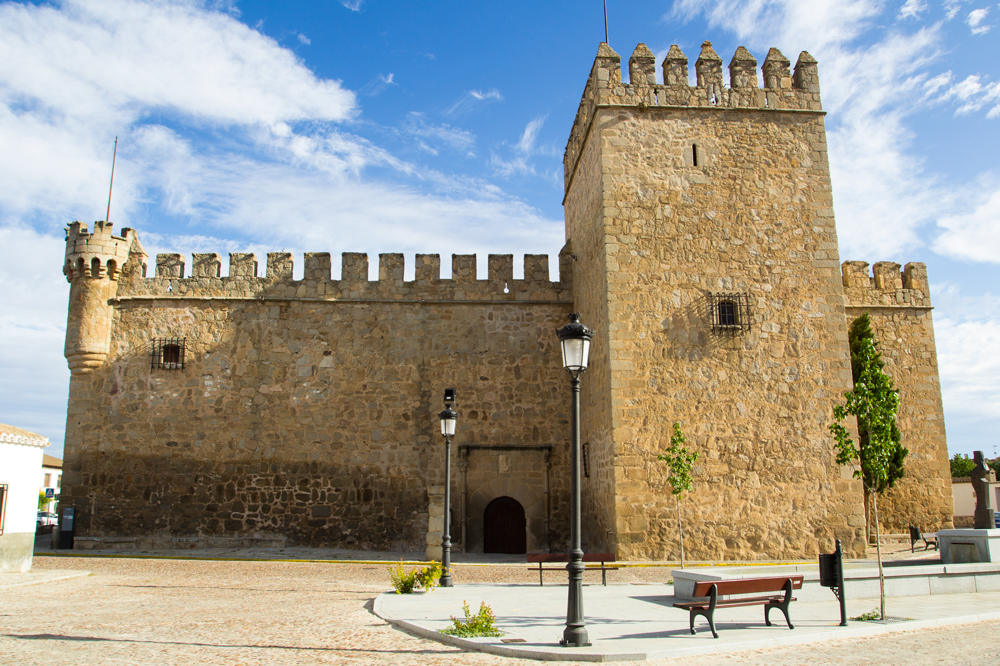
Castillo de los Condes de Orgaz

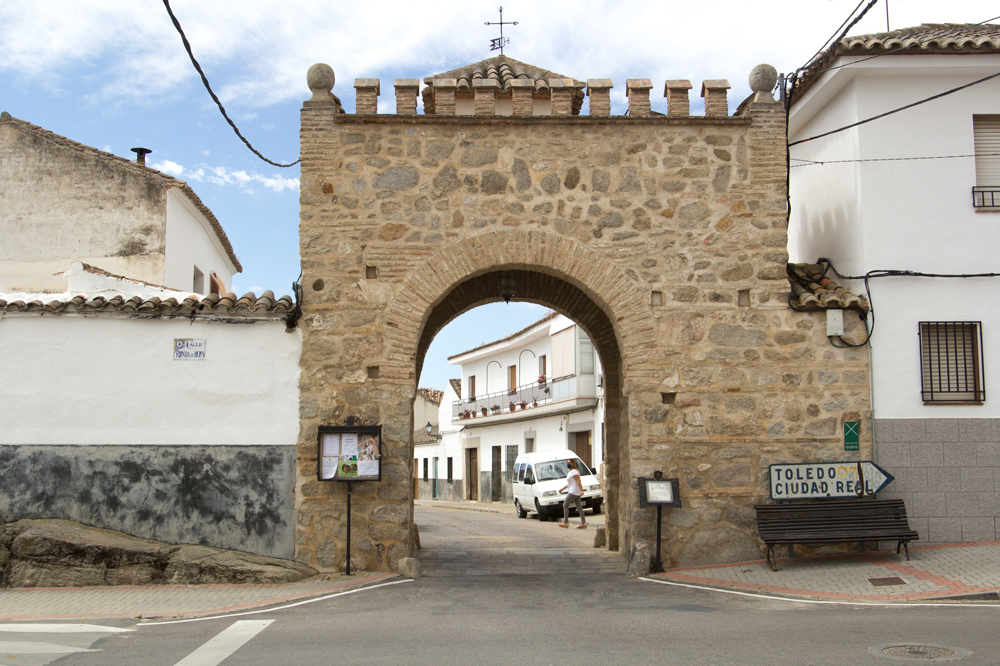
Arco de Belén

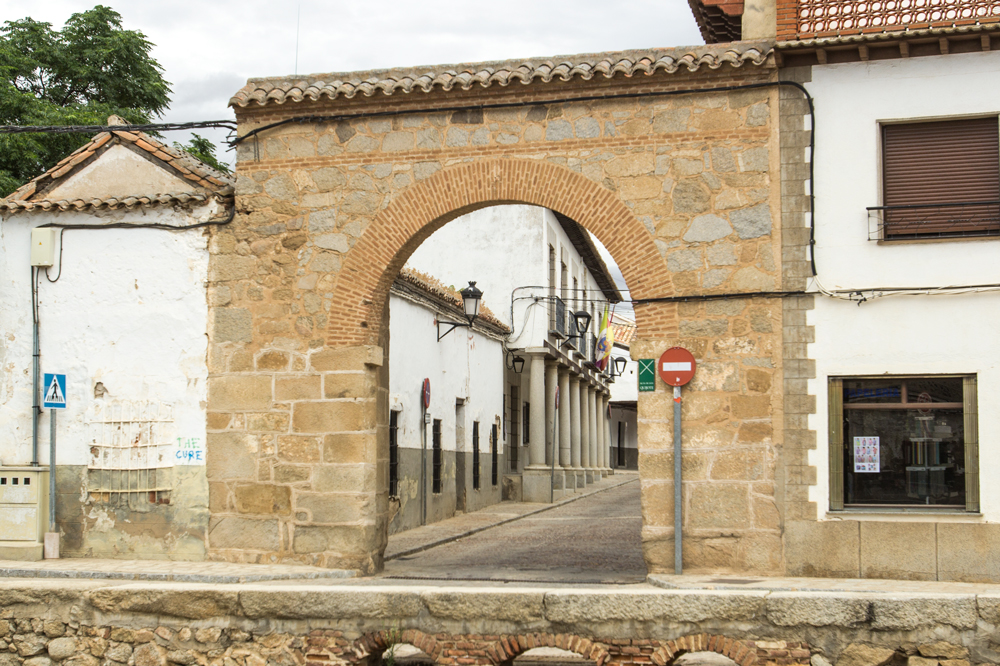
Arco de San José

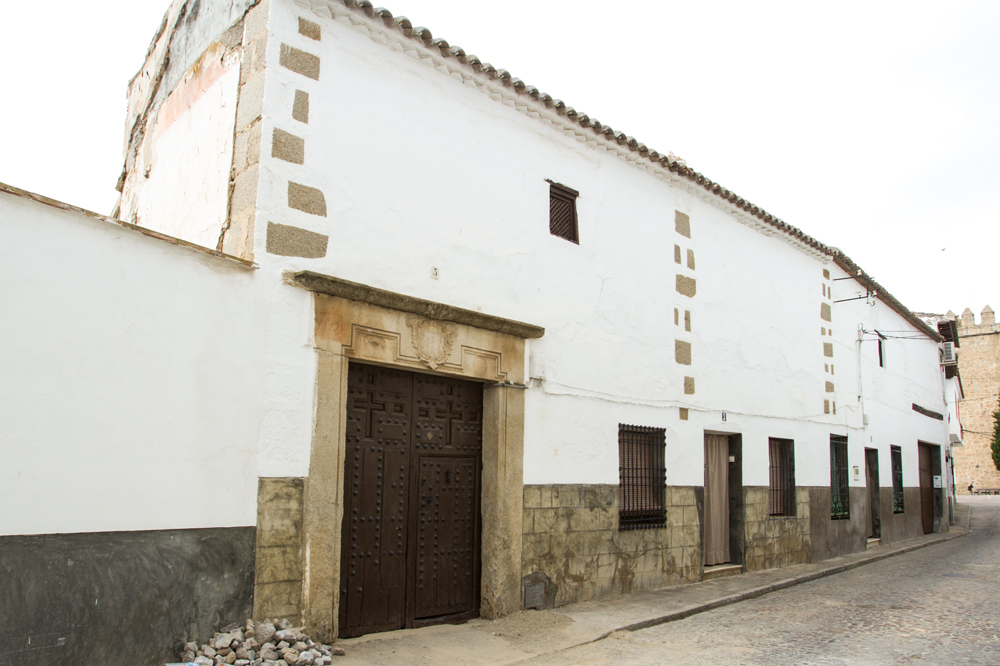
Casa de la Inquisición

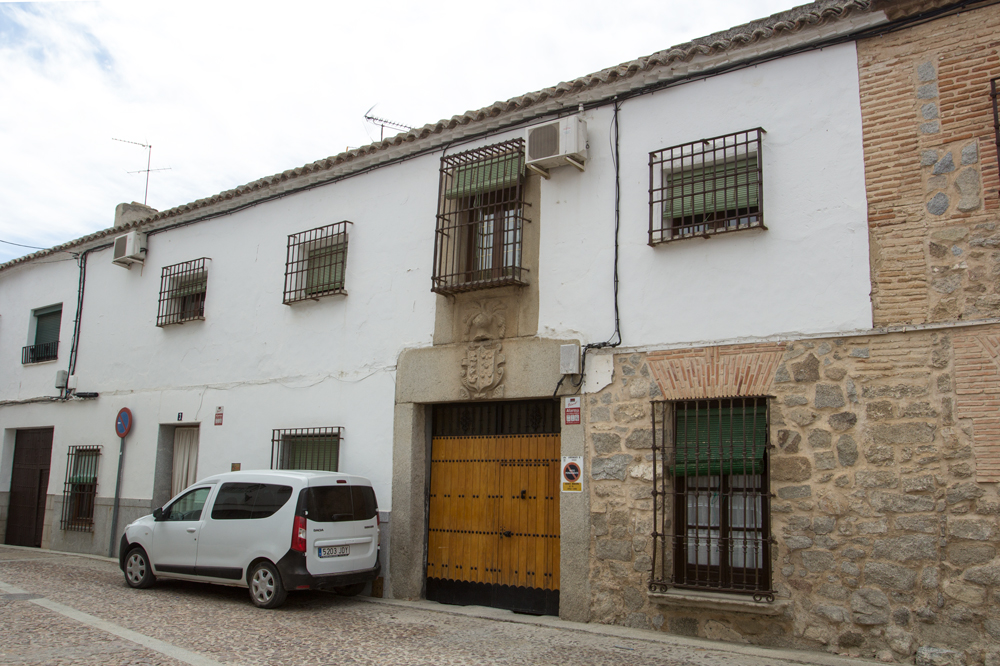
Casa del conde Tierrapilares

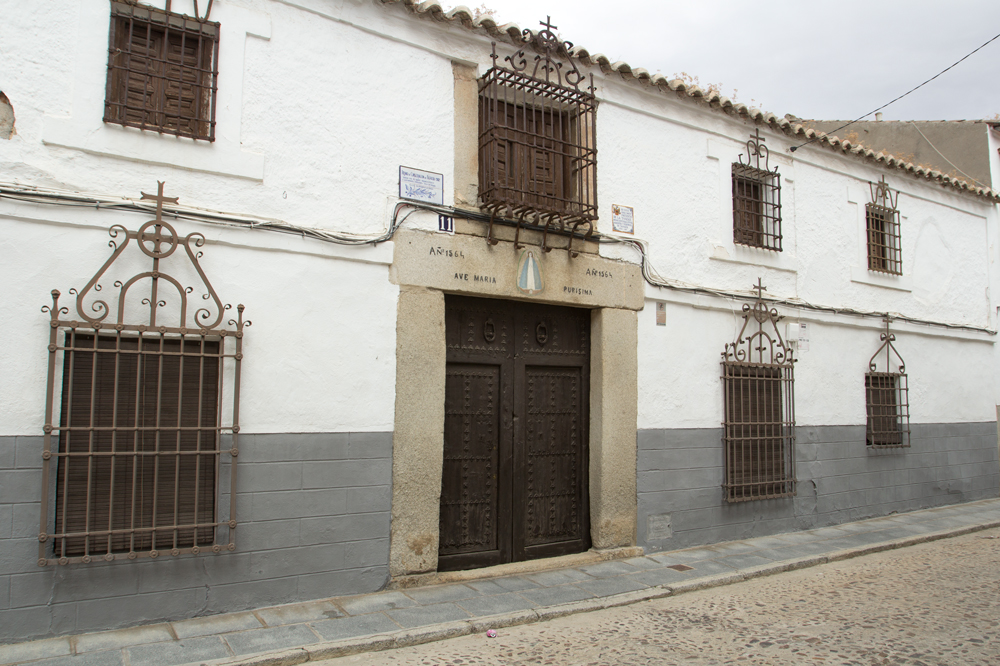
Casona de la calle Real

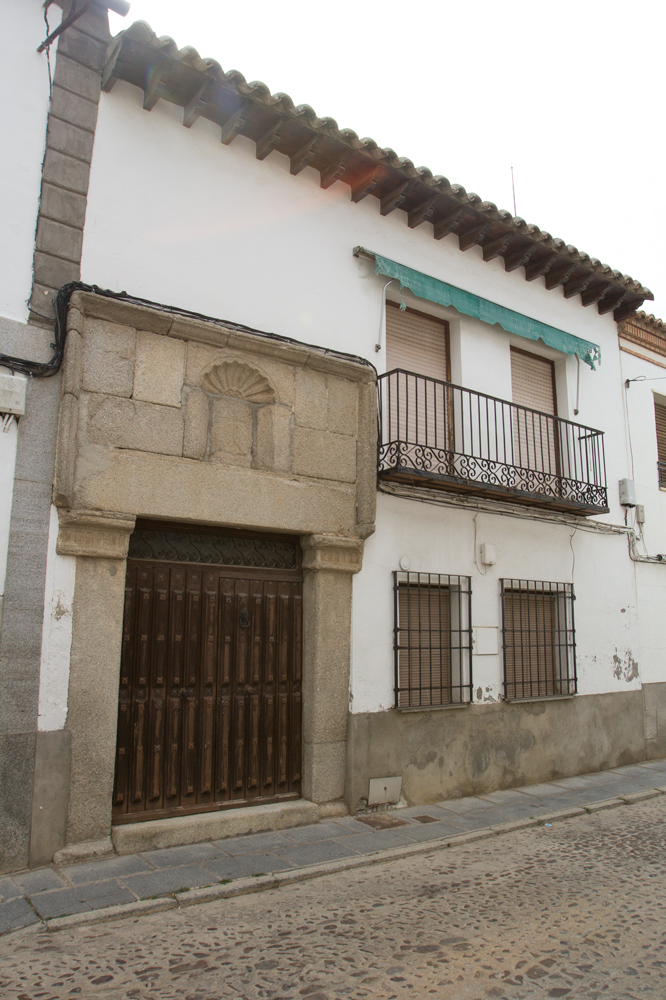
Casa de la calle Real 18

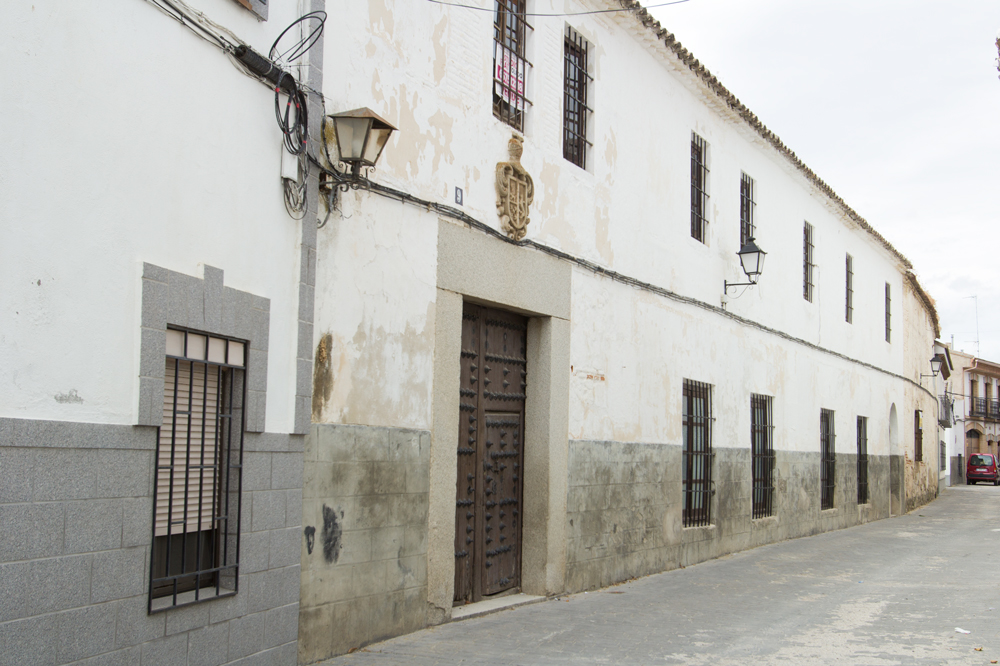
Casa de los Perea-Nieto

- Iglesia de Santo Tomás Apóstol: construida y diseñada por Alberto Churriguera a mediados del siglo XVIII a expensas del pueblo.
- Castillo de Orgaz: situada al oeste de la Villa. Fue construida a finales del siglo XIV.
- Puente de los Cinco Ojos: levantado para dar paso sobre el arroyo Riánsares, está construido en sillares de piedra, como no podía ser de otra manera dado el número de bloques de granito existentes en la zona. Mandado construir por el rey Carlos III para su viajes de caza en Los Yébenes, muestra de forma clara el caudal que debía soportar el mencionado arroyo en tiempos pasados. Perdido el suelo original de grandes planchas de granitos, se restauró en 2001.
- Ermita del Socorro: dedicada a la Virgen de Socorro, patrona de Orgaz, se alza al norte en el camino hacia Toledo.
- Ermita de la Concepción: el edificio presenta una nave central y, quizás, tuvo otra nave más pequeña con una forma de pequeña planta de cruz latina. En la actualidad, solo presenta uno de los brazos de esta pequeña nave. Ubicada muy cerca de la iglesia parroquial, la restauración comenzada en 2002, puso al descubierto el suelo original de la misma, todo él de sillares de granito.
- Plaza Mayor: presenta unos soportales que la encuadran en un paisaje de columnas que mira de frente.
- Hospital de San Lorenzo: enmarcado en tres grandes columnas, representa el lado bondadoso y caritativo de las gentes de otro tiempo, ricas y generosas con el viajero y necesitado.
- Arcos de San José y de Belén: son dos de las cuatro puertas de entrada que tuvo Orgaz. De la sureste queda el nombre, Puerta de Mora. El arco de San José es de medio punto enmarcado por dos pilares de mampostería, aunque puede que su construcción date del siglo XV. El arco de Belén, formado por una entrada en forma de medio punto, posee un matacán en uno de los lados y coronamiento de merlones. Presenta una reconstrucción de piedras irregulares enmarcadas entre doble fila de ladrillos de adobe, imitando el típico muro toledano.
- Muralla Urbana o Falsabraga del Castillo: Se conserva un pequeño tramo de muralla de unos 10 metros cubriendo la parte oeste del castillo, es muy útil para hacerse una idea del grosor mural que tuvo en su día la muralla y saber que en su día el castillo estaba cubierto por una falsabraga y la protegía con sus escaraguaitas y desde el adarve, puesto que la muralla tendría una altura menor que el castillo.
- Casa de la Inquisición: Conserva la puerta principal de madera labrada con grandes cruces y en su fachada principal una celosía enrejada en su plata superior.
- Casa del conde Tierrapilares: Actualmente la casa se encuentra dividida en muchas casas individuales, pero en su origen la casona ocupaba toda la manzana, se dice que tenía 365 ventanas, una para cada día del año. La fachada principal se encuentra en la calle Florital.
- Casa de los Calderón de la Barca o Casa del Vínculo de la Cadena: Conserva en el dintel de la puerta el escudo de los Calderón de la Barca, y se encuentra en la calle Rejas Verdes.
- Casona de la calle Real o Casa de Patricio de la Torre: La inscripción del dintel, la fecha en 1564, su fachada se encuentra dominada por rejería tradicional muy ostentosa. Se encuentra en la calle Real n.º 11.
- Casa de la calle Real n.º 12: Casa dividida visualmente en dos cuerpos diferenciados cuya entrada principal aparenta ser una torrona con elementos barrocos.
- Casa de la calle Real nº13: Construida en 1731 conserva un dintel labrado en su fachada principal.
- Casa de la calle Real n.º 18: Pequeña casa con una entrada muy elaborada, sus fustes son sencillos, pero dos capiteles labrados sostienen un dintel a tres alturas adornado con una voluta que cubre tres de sus lados superiores. Sobre el dintel un hueco de piedra labrada en forma de concha nos apunta que en su día una virgen o un santo adornaban la entrada de esta casa.
- Casa de los Perea Nieto: Data de 1674, en 1868 parte de la casa fue vendida lo que dividió sus dependencias y en 1927 fue donada a las monjas que la utilizaron como colegio de niñas. Se encuentra en la calle Francos.
- Casa de los Nieto o Casa del Médico: Gran Casona que se divide en varias dependencias en torno a un patio central. Además del cuerpo principal de la vivienda tiene varias naves divididas, el corral, almacén, patios, etc.
- Casa de Ioseph: Casa adosada al antiguo Hospital, cuya inscripción la fecha en 1723. Perteneció a la familia López de Nápoles, cuyo apellido se transformó, en el siglo XVI, en López de Perea.
- Casa de los Reus Cid: Casa de planta cuadrangular cuyas dependencias se encuentran repartidas alrededor de un patio central. Conserva el escudo familiar labrado sobre el dintel de la puerta. Se encuentra en la calle Unión n.º 7.
- Casa de la calle Unión n.º 8: Conserva un escudo labrado en el dintel
- Casa de la calle Marina n.º 2: Casa de planta cuadrangular que tiene una entrada barroca almohadillada.
- Casa de los Vizcayno: Del siglo XVII. Sus primitivos dueños fueron la familia Fernández-Aceytuno. En el siglo XIX la heredó Juan Vizcayno y Ulloa tras el fallecimiento de su primera mujer Rafaela Fernández-Aceytuno. En su interior conserva un patio típico toledano de madera con corredor en su piso superior y con suelo empedrado en rombos. Se encuentra en la calle Marina n.º 1. Durante la Guerra Civil fue ocupada y en ella se instaló el cuartel del ejército gubernamental.
- Yacimiento arqueológico de Los Hitos: Se encuentra en la pedanía de Arisgotas.
- Museo de Arte Visigodo: a tan solo 5 km del municipio de Orgaz se encuentra el lugar de Arisgotas, núcleo rural caracterizado por la gran riqueza de su patrimonio arqueológico. Con el fin de resaltar su importante pasado alto medieval, ha nacido el Museo de Arte Visigodo en la localidad, que recoge relieves de gran calidad artística datados en el siglo VII. Las instalaciones cuentan con una sala de exposición de piezas, apoyada por un cálido montaje museográfico que permite al visitante ampliar sus conocimientos sobre una de las culturas más desconocidas de España. La visita al Museo se completa con una presentación multimedia que muestra la reconstrucción virtual de los principales monumentos visigodos de la zona, como son, el Monasterio de los Hitos (Arisgotas) y la iglesia de San Pedro de la Mata.
- Puente en el camino de Yébenes: Se encuentra en la antigua calzada de Toledo a Córdoba.
- Puente Romano de Villaverde y restos de Calzada Romana: Se encuentran en el límite fronterizo de Orgaz y Villaminaya.
- Tumbas Romanas de La Tierra de las Sepulturas: Son 6 Tumbas rupestres labradas en una misma roca, se encuentran en una antigua Viña que se llama La Tierra de las Sepulturas.
- Tumbas Romanas del Alcabalero: Son tres tumbas rupestres labradas en una misma roca, se encuentran en el paraje llamado Alcabalero.
- Necrópolis romana de El Torrejón: Se encuentran en una loma camino de Manzaneque.
- Yacimiento y Mausoleo de El Torrejón: zona arqueológica
- Cantera de la finca de Fuente Techada: cantera del siglo XVII, quedan varios restos de piedras labradas diseminados por la zona de la cantera.
- Menhires de la Tochá: estos dos menhires se encuentran en el cerro de La Tochá separados por unos 300 metros entre sí, están datados entre el 1500 y 1300 a. C.
- Piedras Caballeras o Peñas Oscilantes: Hay varios monumentos megalíticos diseminados por el término municipal, algunos ejemplos de ello son la Peña de la Levadura, la Peña del Huevo y la Piedra que se Anda.
- Peñas Sacras: Son varias piedras megalíticas diseminadas por el término municipal; El Altar de la Peña del Cráneo, Canto Hinchado, Peña Onza, Peña de El Madroñal, y la Piedra Rastraculos.
- Pósito municipal
- Antiguos molinos de viento: Hay dos molinos en el término municipal, el molino del Camino de Ajofrín y el molino de la sierra de los Yébenes (cerca de tres molinos que pertenecen a los Yébenes que se encuentran en la colina de al lado)
- Plaza de toros: incoado expediente para la declaración de bien de interés cultural por resolución de 20 de octubre de 2008, de la Dirección General de Patrimonio Cultural de la Consejería de Cultura, Turismo y Artesanía, por la que se incoa expediente para declarar bien de interés cultural, con categoría de sitio histórico, la «Plaza de Toros», en Orgaz (Toledo).

## Fiestas
- 17 de enero: San Antonio Abad. Se celebra con las luminarias que se encienden la noche de la víspera por los barrios del pueblo donde los vecinos degustan las típicas migas.
- Primer fin de semana de febrero: la Candelaria y San Blas en la pedanía de Arisgotas.
- Martes anterior al Miércoles de Ceniza: romería de Villaverde.
- Primer fin de semana de mayo: fiestas en Honor al Santísimo Cristo de la Fe, en la pedanía de Arisgotas.
- Tercer fin de semana de mayo: Fiesta de Primavera. Declarada Fiesta de Interés Turístico Regional en 2019.
- Primer o segundo fin de semana de julio: San Cristóbal.
- Del 24 al 27 de agosto: fiestas patronales en honor al Santísimo Cristo del Olvido (día 25 Fiesta Local).
- 8 de septiembre: fiesta Patronales de la Virgen del Socorro.